# Stasiarkivet
Ej att förväxla med det östtyska centralarkivet Deutsches Zentralarchiv.
Stasiarkivet är ett arkiv som byggdes upp 1950–1989 av Östtysklands säkerhetstjänst Ministerium für Staatssicherhet, MfS, vardagligen kallat Stasi. 

## Historik
Arkivet byggdes upp 1950–1989 av Östtysklands säkerhetstjänst Ministerium für Staatssicherhet, MfS, vardagligen kallat Stasi. 
Arkivet består av 111 000 löpmeter sak- och personakter samt 12 000 löpmeter kartotekskort. Det förvaltas i dag av Myndigheten för Stasiarkivet, Der Bundesbeauftragte für die Unterlagen des Staatssicherheitsdienstes der ehemaligen Deutschen Demokratischen Republik (BStU), som bildades 1990. 
Stasiarkivet finns på 15 olika platser i det forna Östtyskland (DDR), bland annat i Östberlin, där Stasis huvudkontor fanns, samt regionkontor i bland annat Rostock, Schwerin, Dresden och Halle. 
Huvuddelen av arkivet består av akter om enskilda östtyska medborgare som övervakades av Stasi. Men både Stasis utrikesunderrättelsetjänst Hauptverwaltung Aufklärung, HV A, samt Stasis inrikes avdelningar drev agenter i utlandet. För att kunna avgöra vilka som vid murens fall 1989 var agenter för utrikesspionaget HV A och hur många de var behövs de så kallade Rosenholzkartoteken (felaktigt ibland kallat Rosenholzakterna), som i dag finns hos CIA i USA. Tyskland fick efter en utbytesaffär ut kopior på kartoteken rörande tyska medborgare, kartotekskort som överlämnades till Myndigheten för Stasiarkivet, BStU. 

### Senare forskning
Enligt forskning som lades fram 2011 och som bygger på Rosenholzkartoteket har man kunnat konstatera att utrikesspionaget HV A hade 1 929 agenter i Västtyskland vid tiden för murens fall. Hur många agenter HV A hade i Norden går inte att säga eftersom Rosenholz kartotekskort rörande nordiska medborgare inte finns tillgängligt för forskare. De nordiska länderna har i varierande grad under 2000-talet fått ta del av Rosenholzkartoteken rörande deras egna medborgare. Av professor Birgitta Almgrens bok Inte bara spioner framgår att Säpo bara haft tillgång till ett av de tre aktuella delarna av Rosenholzkartoteket när de vid millennieskiftet genomförde utredningar om misstänkta svenska Stasiagenter. Inga åtal följde p.g.a. att preskriptionstiden löpt ut och för att det inte gick att påvisa brott. Säpo hade inte heller kunskapen att tolka de kartotekskort de hade fått från CIA och saknade också de väsentliga delarna av kartoteket för att kunna avgöra om en person var agent eller inte. Almgren menar också att Säpo inte sett till att ta del av misstänktas Stasiakter i Stasiarkivet i Tyskland. 
Under 2010–2012 pågick en debatt kring de utredningar som Säpo genomfört kring misstänkta Stasiagenter. Krav på att offentliggöra akterna framställdes från många håll. Sveriges dåvarande justitieminister Beatrice Ask försvarade hemligstämpeln 2011 med hänvisning till skyddet för den enskildes integritet och Säpos verksamhet. Hösten och vintern 2011/2012 hade Ask samtal med gruppledarna i riksdagen för att nå en samsyn kring Stasifrågan. Vad som där sades har ej fullständigt kommit fram men samsyn nåddes mellan samtliga riksdagspartier, vilket märktes när Stasimotionerna behandlades i riksdagen och när den så kallade vitboken lades fram våren 2012.

### Historieprofessors genomgång av arkivet
Historieprofessor Birgitta Almgren vid Södertörns högskola fick tillgång till Säpos Stasi-arkiv under villkor att hon inte röjde några identiteter. Almgrens genomgång visade att 57 svenskar hade kollaborerat med Stasi i Sverige. De två individer hon konfronterade med uppgifterna för att kunna publicera intervju nekade till sin medverkan.